# Kościół św. Augustyna w Warszawie

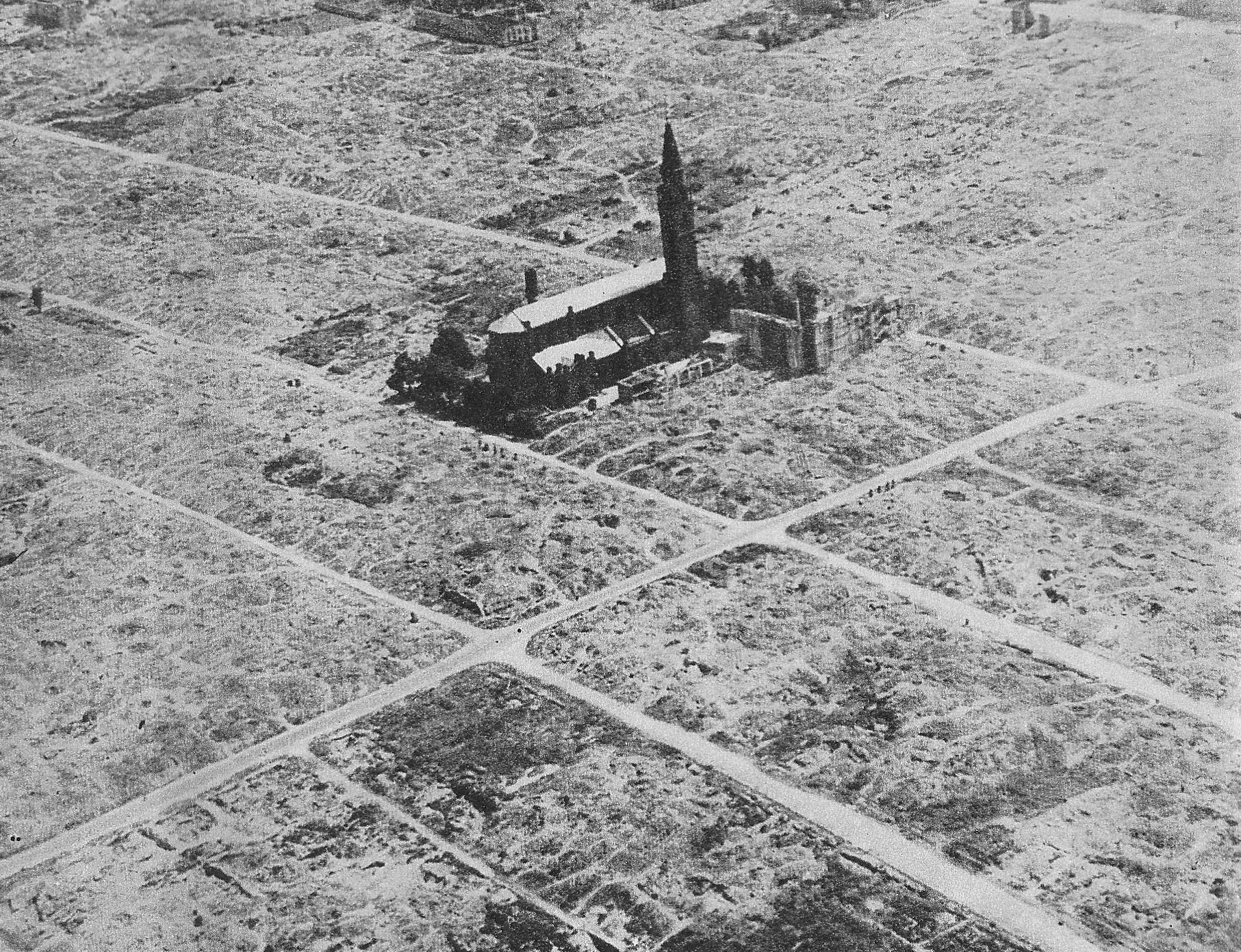
Świątynia wśród gruzów getta po wojnie

Kościół św. Augustyna – kościół znajdujący się przy ul. Nowolipki 18 w Warszawie. Świątynia jest kościołem parafialnym dla parafii św. Augustyna.

## Historia kościoła
Józef Mikulicki, urzędnik warszawskiej kasy gubernialnej, zapisał dom wraz z placem przy ulicy Dzielnej pod budowę nowego kościoła. Przedsięwzięcie stało się możliwe dzięki hojności hrabiny Aleksandry Potockiej, wdowy po Auguście Potockim, która w taki właśnie sposób postanowiła upamiętnić imię zmarłego 25 lat wcześniej męża. Hrabina przeznaczyła na ten cel ogromną jak na owe czasy sumę 300 tysięcy rubli. Dokupiła pod nową świątynię dwa sąsiednie place, w związku z czym budowla mogła stanąć frontem do ul. Nowolipki.
Na czele Komitetu Budowy Kościoła stanął Ludwik Górski, wykonawca testamentu Aleksandry Potockiej. W skład komitetu wszedł między innymi hrabia Franciszek Czacki.
Autorami projektu świątyni byli Edward Cichocki i Józef Huss. Do budowy przystąpiono w 1891. Kamień węgielny poświęcił 20 października 1892 arcybiskup warszawski Wincenty Teofil Popiel w asyście biskupa sufragana warszawskiego Kazimierza Ruszkiewicza.
10 grudnia 1896 pierwszą mszę św. w nowym kościele odprawił arcybiskup Popiel, a ks. kanonik Ignacy Durewicz poświęcił świątynię. W tym czasie trwały jeszcze prace przy wyposażaniu wnętrza. Konsekracja kościoła przez biskupa Ruszkiewicza miała miejsce w 1905 (a nie jak podaje tablica erekcyjna w 1896). W 1903 erygowano przy kościele parafię.
W listopadzie 1940 kościół znalazł się na terenie warszawskiego getta. Na terenie kościoła w okresie od lipca 1941, do rozpoczęcia w lipcu 1942 roku wielkiej akcji deportacyjnej, działał założony przez konwertytę Andrzeja Marka „Nowy Teatr Kameralny”. Mimo zamknięcia kościoła, przez dłuższy czas w domu parafialnym przebywali proboszcz ks. Franciszek Garncarek i wikariusz ks. Leon Więckowicz. Ks. Garncarek został zamordowany przez Niemców 20 grudnia 1943, zaś wikariusz ks. Leon Więckowicz został aresztowany 3 grudnia 1942, za pomoc udzielaną Żydom i zmarł 4 sierpnia 1944 w obozie koncentracyjnym Gross Rosen. Z chwilą likwidacji getta, w kościele utworzono magazyn, w którym składowano mienie zrabowane Żydom, następnie kościół sprofanowano i przekształcono na stajnię. W czasie powstania warszawskiego na wieży kościelnej usytuowany był punkt obserwacyjny i gniazdo niemieckiej broni maszynowej. 5 sierpnia 1944 wieża została uszkodzona podczas szturmu na Gęsiówkę wystrzałem ze zdobycznej pantery przez żołnierzy Batalionu „Zośka”. Po powstaniu Niemcy podpalili dach świątyni: spłonęły sygnaturka oraz wszystkie drzwi zewnętrzne, znacznemu uszkodzeniu uległy 30-głosowe organy, ucierpiały kamienne elementy elewacji. Ogień zajął plebanię i dom parafialny. Niemcy mieli też w planie wysadzenie kościoła, czego jednak nie zrealizowali.
Po wojnie był najwyższą i jedną z niewielu budowli pozostałych na terenie byłego getta. Już w 1947 dzięki funduszom przyznanym na cele renowacyjne przez Radę Prymasowską Odbudowy Kościołów Warszawy, obiekt oddano do użytku wiernym, nadal prowadząc prace remontowe. W 1953 otynkowano sklepienia naw bocznych i odnowiono sygnaturkę. Teren dziedzińca przykościelnego zmniejszono na rzecz powstających wokół osiedli mieszkaniowych.
W 2006 kościół, po wielu latach zbiórek, zakupił instrument cyfrowy firmy Viscount, stanowiący substytut organów piszczałkowych, wyremontowano też dach wieży uszkodzony w czasie II wojny światowej, a parafia odzyskała przyległy plac, który utraciła po wojnie na rzecz budowanego osiedla. 22 października tego roku odbyło się też uroczyste podświetlenie kościoła, a na uroczystości obecni byli prymas Józef Glemp i były premier Kazimierz Marcinkiewicz. W 2009 przeprowadzono renowację głównej wieży kościelnej. W 2013 przeprowadzono remont elewacji frontowej, a w 2015 remont elewacji zachodniej.
11 kwietnia 2019 na terenie kościoła jeden z członków miejscowej parafii zamordował 65-letniego mężczyznę, ojca jednego z księży, i pobił broniącego go duchownego. Zajście odbiło się szerokim echem w ogólnopolskich środkach masowego przekazu i było komentowane przez hierarchię kościelną.

## Architektura kościoła

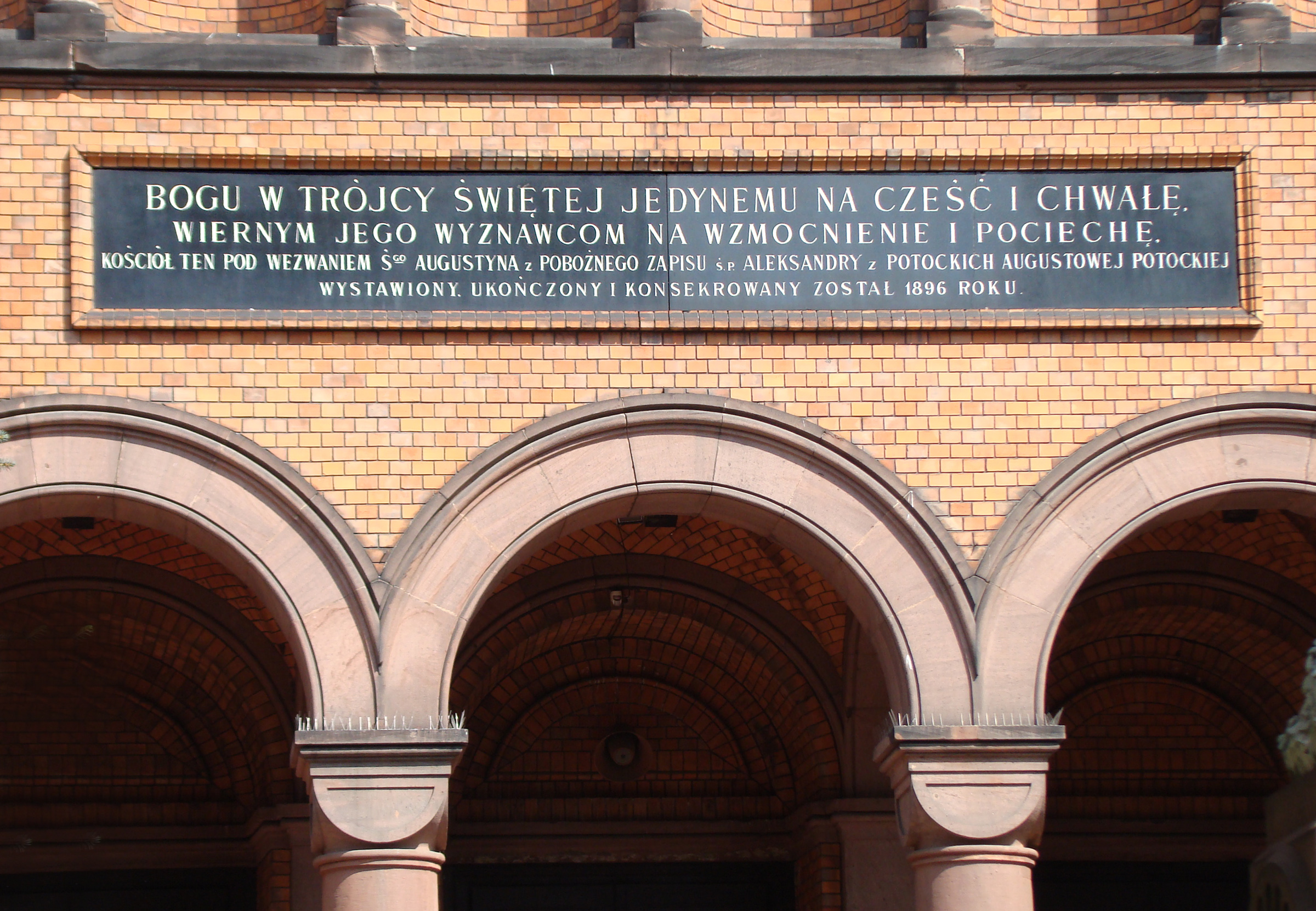
Tablica fundacyjna nad wejściem

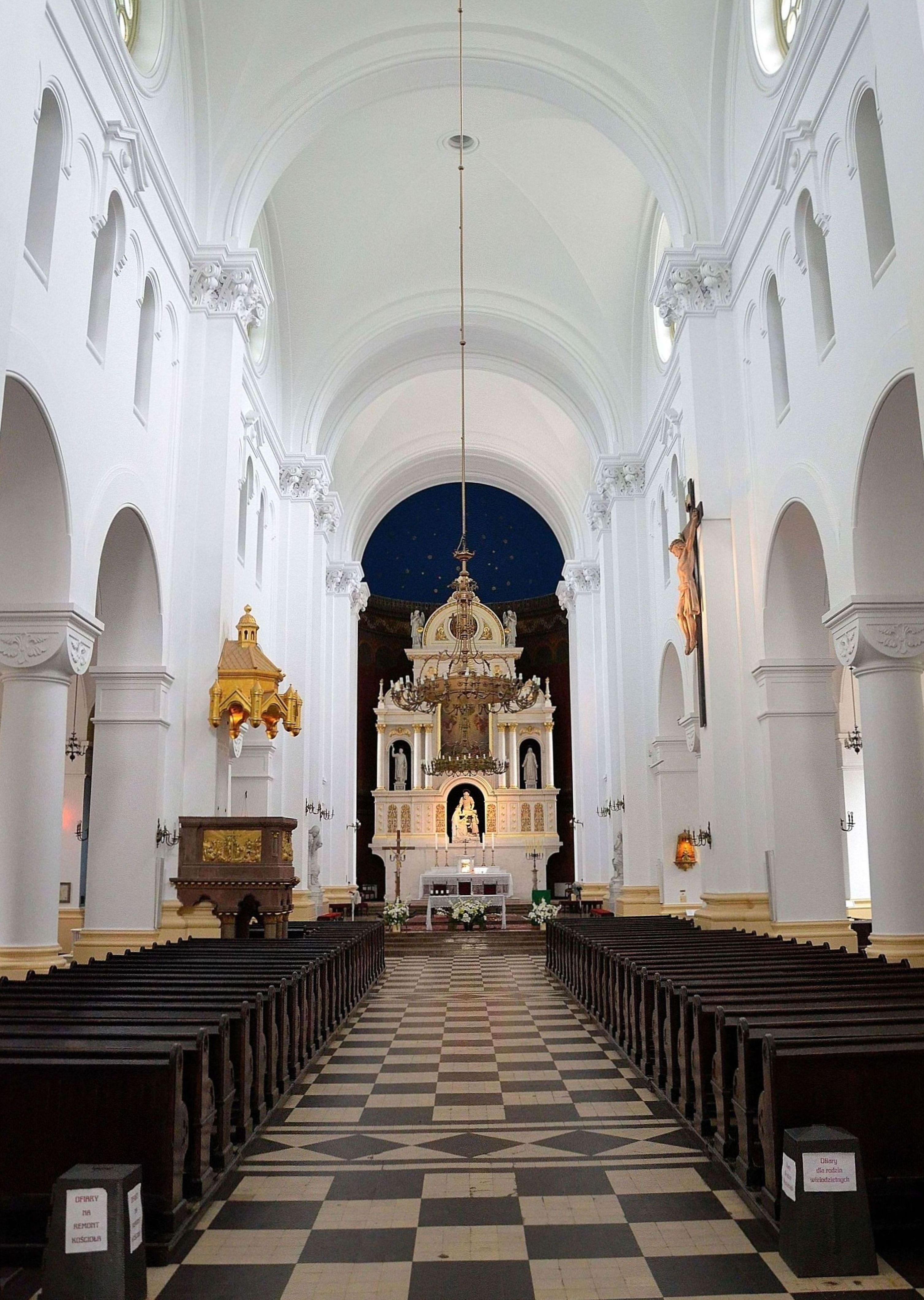
Wnętrze kościoła

Kościół wzniesiony został z czerwonej cegły klinkierowej z kamiennymi detalami architektonicznymi w kolorach brunatno-czerwonym oraz beżowym. Trójnawowy korpus, w układzie bazylikowym, wzbogacono wysoką sygnaturką w północno-wschodnim narożniku. Wydłużone, pięciobocznie zamknięte prezbiterium zwrócone w kierunku północno-zachodnim. Flankuje go para aneksów z wąskimi przedsionkami: od północy zakrystia, od południa kaplica. Do korpusu przylega od strony południowej przęsło chórowe, mieszczące w dolnej kondygnacji portyk wgłębny i kruchtę. Dwukondygnacyjna fasada flankowa jest z lewej strony wieżą, a z prawej aneksem mieszczącym kaplicę. Powyżej portyku wspartego na trzech arkadach, znajduje się pas sześciu półkoliście zamkniętych nisz.
Górną kondygnację elewacji wypełnia duża rozeta. Część fasady wieńczy trójkątny naczółek. Wysoka wieża dzielona jest na sześć nierównej wysokości kondygnacji, z oknami o różnych wykrojach. Nawy boczne opięte są prostymi skarpami, zwieńczonymi kubikami o płaskich namiotowych daszkach. Nawa główna i prezbiterium przykryte są wspólnym dachem dwuspadowym, nawy boczne dachami pulpitowymi, wieża wysokim, wielobocznym hełmem. Wnętrze korpusu zamknięte jest sklepieniem krzyżowym na gurtach w systemie wiązanym. Nawy boczne wzbogacone są wnękami mieszczącymi kaplice, powstałymi przez wpuszczenie do wewnątrz skarp opinających korpus. Nawa główna doświetlona jest parą rozet w każdym przęśle. Poniżej nich znajdują się grupy trzech ślepych okienek otwierających się na przestrzeń pod dachami pulpitowymi.
Wysokie, prostokątne okna naw bocznych zamknięte są łukiem i dzielone pionowym laskowaniem na trzy części.
We wnętrzu zastosowany został zmienny system podpór. Przęsła nawy głównej wydzielone filarami, wzbogacone zdwojonymi pilastrami. Trzony pilastrów, przedłużone na ściany nawy, wieńczą poniżej gzymsu kapitele korynckie z główkami putt. Pomiędzy filarami umieszczone są pary arkad wspartych na osi romańskimi kolumnami. Kostkowe kapitele dekorowane są kompozycją roślinną. W przęśle fasadowym, powyżej kruchty umieszczony został chór muzyczny. Emporę wspierają trzy arkady rozdzielone parą romańskich półkolumn. Prezbiterium o trzech przęsłach, przykryte jest sklepieniem kolebkowym na gurtach. Od strony północnej zamyka je apsyda. Artykulacja tej części budowli jest zagęszczona w porównaniu z korpusem. Pod całością znajdują się sklepione podziemia.
Neoromańska wieża kościoła, swego czasu najwyższa w Warszawie (70 m), zwieńczona jest krzyżem mierzącym 5,1 m, umieszczonym na kuli o średnicy 1,35 m. Kula ta, pierwotnie pozłocona, została w 1959 z polecenia ówczesnych władz pomalowana na czarno. Miał to być sposób na ucięcie szerzących się pogłosek o cudownym ukazaniu się na tle kuli Matki Boskiej i gromadzenia się wiernych pod kościołem.
W 1995 farbę z kuli usunięto przywracając jej dawny wygląd. Na północnej ścianie kościoła znajduje się krzyż umieszczony tam z okazji wkroczenia w trzecie tysiąclecie. 28 sierpnia 2002 został poświęcony ofiarom Pawiaka przez ks. prałata Wiesława Kądzielę. W ołtarzu głównym kościoła znajduje się rzeźba przedstawiająca Świętą Rodzinę.

## Parafia
Świątynia jest kościołem parafialnym dla parafii św. Augustyna.

### Proboszczowie parafii (administratorzy kościoła)
- Ks. Karol Czajkowski (1896–1910)
- Ks. Michał Siewruk (1911–1917)
- Ks. Władysław Załuskowski (1917–1919)
- Ks. Julian Roczkowski (1919–1929)
- Ks. Karol Niemira (1929–1933)
- Ks. Franciszek Garncarek (1934–1942)
- Ks. Marian Wasilewski (1942–1949)
- Ks. Józef Netczuk (1949–1952)
- Ks. Stefan Kuć (1952–1966)
- Ks. Mieczysław Jabłonka (1966–1986)
- Ks. Stefan Księżopolski (1986–1992)
- Ks. Walenty Królak (1992–2024)
- Ks. Dominik Koperski (od 2024)